# Weinbergsburg
Die Weinbergsburg ist der Burgstall mehrerer Befestigungsanlagen unterschiedlicher Zeitepochen auf der Erhebung des Weinbergs am Rande der Altstadt von Hitzacker (Elbe). Zunächst entstand wahrscheinlich im 9. Jahrhundert ein slawischer Burgwall, der nach mehrfachen Zerstörungen immer wieder aufgebaut wurde und als die bedeutendste slawische Fundstelle in Niedersachsen gilt. Später entstand an der Stelle eine mittelalterliche Burg, deren bauliche Reste im 19. Jahrhundert beseitigt wurden.

## Lage

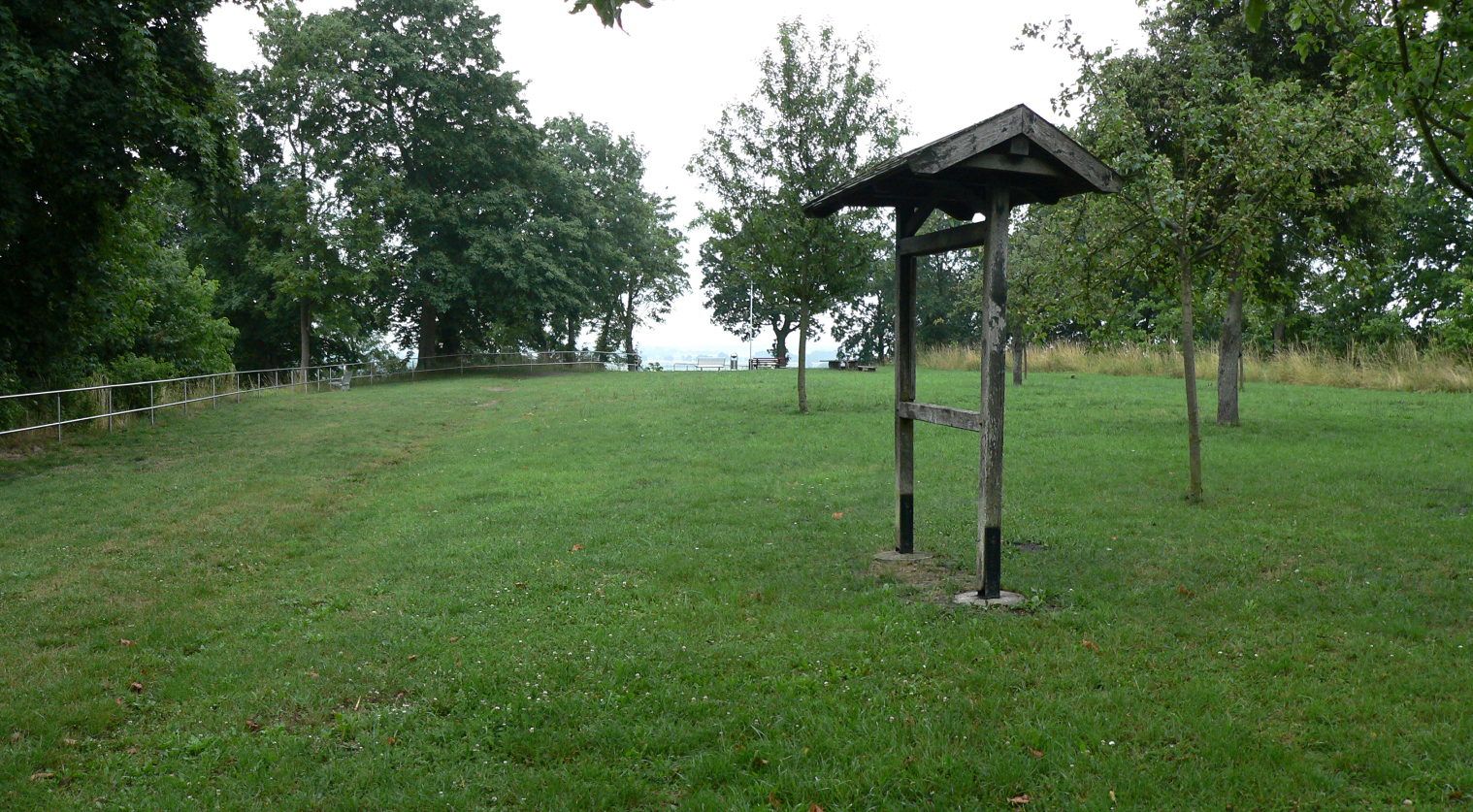
Plateau des Weinbergs

Die Befestigungsanlagen, von denen sich nur wenige oberirdischen Reste erhalten haben, wurden auf dem etwa 95 Meter langen und 45 Meter breiten Plateau des Weinbergs errichtet. Die noch zur Klötzie des Drawehn zählende Erhebung von knapp 53 m ü. NHN liegt am Rande des Elbtals und erhebt sich rund 40 Meter über den Fluss. Der Name des Weinbergs leitet sich vom jahrhundertelangen Anbau von Rebstöcken und noch heute betriebenem Weinbau am Berghang ab.  Erstmals erwähnt wird der Weinanbau im Jahr 1521 zu Zeiten von Ernst dem Bekenner.

## Geschichte
Der von Berndt Wachter aufgrund eines einzelnen Ergebnis einer 14C-Datierung postulierte Beginn der slawischen Besiedlung im 7. Jahrhundert spiegelt sich weder in der damaligen Siedlungsgeographie noch im Fundmaterial wider und ist deshalb mit Vorsicht zu betrachten. Wahrscheinlicher ist die von Wachter auch ursprünglich festgestellte Gründung der Burg erst im 9. Jahrhundert. Diese slawische Periode reichte bis in das 11./12. Jahrhundert und umfasste fünf Bauphasen. Konkrete historische Nachrichten sind aus dieser Zeit nicht bekannt; das Fundmaterial spricht dafür, dass die Burg der Sitz einer Elite war. Im 9. und 10. Jahrhundert blühte zudem eine Handwerkssiedlung am Fuß des Berges auf.
Im 12. Jahrhundert fiel die Burg an Heinrich den Löwen. Nach dessen Ächtung im Jahr 1180 ging die Burg an die aus dem Geschlecht der Askanier stammenden die Herzöge von Sachsen-Lauenburg. In der Folgezeit spielte sie vor allem eine Rolle als Raubritternest. Der Raubritter Hermann Ribe benutzte die Burg auf dem Weinberg als Basis für seine Angriffe auf Kaufmannszüge. Aus diesem Grund zerstörte Markgraf Otto von Brandenburg 1296 die Burg.
Die letzte sichere Erwähnung der Burg stammt aus dem Jahre 1464. Damals wurde sie durch Herzog Otto V. von Braunschweig-Lüneburg erobert. Spätere Erwähnungen lassen sich nicht eindeutig auf die Burg auf dem Weinberg beziehen, sie können auch zur Stadtburg von Hitzacker gehören. Die letzten Reste der Burg wurden im 19. Jahrhundert abgetragen.

## Archäologie

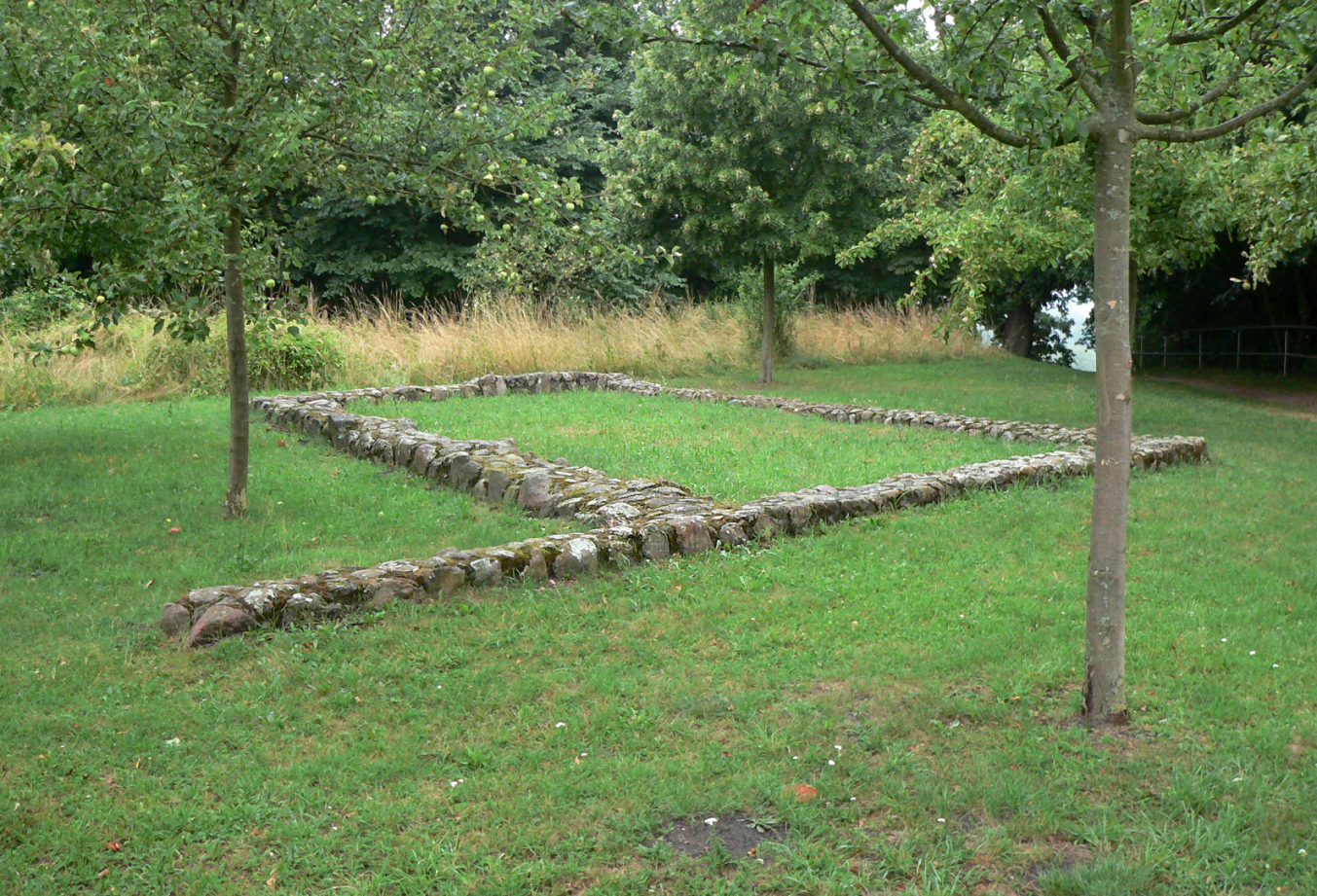
Rekonstruierte Fundamentreste auf dem Burgplateau

Erste archäologische Untersuchungen auf dem Weinberg führte der Prähistoriker Ernst Sprockhoff im Jahr 1960 durch. Weitere Ausgrabungen folgten 1965 und 1966 sowie von 1970 bis 1975. Insgesamt wurden etwa 13 % der Fläche des Bergplateaus archäologisch untersucht. Die Grabungen gingen bis in 5 Meter Tiefe, wo die ältesten und slawischen Fundschichten lagen.
Herausragende Fundstücke waren ein vergoldeter Messerscheidenbeschlag, Reitsporen, eine goldene Perle und Glasringe sowie eine vermutliche Halsfessel. Zu den Massenfunden zählen rund 60.000 Keramikscherben, die sich in das 9. bis 15. Jahrhundert datieren ließen. In den ältesten Siedlungsschichten fand sich slawische Keramik, darunter Feldberger, Menkendorfer und Drawehn-Keramik. Zur frühdeutschen Keramik gehörte braune, gelbe und graue Irdenware. Außerdem kam Pingsdorfer Keramik vor. In ebenfalls großer Anzahl fanden sich, mit etwa 33.000 Fundstücken, Tierknochen, hauptsächlich von Schwein sowie Rind und in der Minderzahl von Geflügel, Fisch und Wild.

### Wall
Die Ausgrabungspublikationen lassen eine detaillierte Beschreibung der einzelnen Burgphasen nur bedingt zu, zudem überspannen die dort vorgestellten Interpretationen häufig die Quellenbasis. Der slawische Holz-Erde-Wall von ca. 8 m Stärke ist in einer Kastenkonstruktion ausgeführt und mit einer Frontverstärkung durch eine Steinpackung versehen worden.

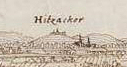
Ruinen der Weinbergsburg auf einem Merian-Stich von 1654

In mittelalterlicher Zeit wurde auf der Wallkrone eine Burgmauer errichtet, deren Fundamentgraben bei den Ausgrabungen festgestellt wurde. Dies korrespondiert mit der Beschreibung von Hitzacker durch Merian von 1654. Er schreibt, dass sich auf einem Berg ein Schloss oder Turm befunden habe, was noch an Kellern und Ruderalvegetation zu erkennen gewesen sei. Auf einem Merian-Stich von 1654 von Lüchow ist im Hintergrund der Weinberg mit Mauerresten zu sehen, die als Mauer und Stümpfe von zwei Burgtürmen angesehen werden können. Bei den Ausgrabungen fand sich ein Sockel aus Ziegelsteinen aus dem 14. bis 15. Jahrhundert, der auf einem älteren Fundament aus Feldsteinen gegründet war. Dabei könnte es sich um einen Turm gehandelt haben. Aus der Spätphase der Burg stammte ein Backsteinfundament auf einem älteren Feldsteinsockel, das als freistehender, rechteckiger Turm interpretiert wird. Die weitere Innenbebauung wurde häufig nur in Ausschnitten erfasst.

### Innenraum
Im Innenraum der Befestigungsanlage fanden sich Siedlungsspuren als Reste von Gebäuden. Während in den ersten Phasen des Bestehens kaum Gebäude vorhanden waren, nahm die Siedlungstätigkeit ab dem 10. Jahrhundert zu. Aus dieser Zeit, wie auch aus dem 11. und 12. Jahrhundert, stammten mehrere hölzerne Blockhäuser. Massives Mauerwerk von Gebäuden aus dem 12. Jahrhundert fand sich in einer Grabungstiefe zwischen 2 und 3 Meter. Die Innenwände dieser Bauten aus Feldsteinen waren sorgfältig glatt ausgeführt.